# Regering-Raffarin I
De regering–Raffarin I (Frans: Gouvernement Jean-Pierre Raffarin I) was de regering van de Franse Republiek van 6 mei 2002 tot 16 juni 2002. 
| Ambtsbekleder                              | Ambtsbekleder         | Ambtsbekleder                 | Functie(s)                                     | Ambtstermijn | Ambtstermijn     | Partij(en) |
| ------------------------------------------ | --------------------- | ----------------------------- | ---------------------------------------------- | ------------ | ---------------- | ---------- |
|                                            | Jean-Pierre Raffarin  | Jean-Pierre Raffarin (1948)   | Premier                                        | 6 mei 2002   | 31 mei 2005      | DL         |
|                                            | Nicolas Sarközy       | Nicolas Sarkozy (1955)        | Minister van Binnenlandse Zaken                | 6 mei 2002   | 31 maart 2004    | PRP        |
| Minister voor Binnenlandse Veiligheid      | Nicolas Sarközy       | Nicolas Sarkozy (1955)        |                                                | 6 mei 2002   | 31 maart 2004    | PRP        |
|                                            | Dominique de Villepin | Dominique de Villepin (1953)  | Minister van Buitenlandse Zaken                | 6 mei 2002   | 31 maart 2004    | PRP        |
|                                            | Francis Mer           | Francis Mer (1939)            | Minister van Financiën                         | 6 mei 2002   | 31 maart 2004    | DVD        |
| Minister van Economische Zaken             | Francis Mer           | Francis Mer (1939)            |                                                | 6 mei 2002   | 31 maart 2004    | DVD        |
| Minister voor Industriële Zaken            | Francis Mer           | Francis Mer (1939)            |                                                | 6 mei 2002   | 31 maart 2004    | DVD        |
|                                            | Michèle Alliot-Marie  | Michèle Alliot-Marie (1946)   | Minister van Defensie                          | 6 mei 2002   | 16 mei 2007      | PRP        |
|                                            | Dominique Perben      | Dominique Perben (1945)       | Minister van Justitie                          | 6 mei 2002   | 31 mei 2005      | PRP        |
| Zegelbewaarder                             | Dominique Perben      | Dominique Perben (1945)       |                                                | 6 mei 2002   | 31 mei 2005      | PRP        |
|                                            | Jean-François Mattei  | Jean- François Mattei (1943)  | Minister van Volksgezondheid                   | 6 mei 2002   | 31 maart 2004    | DL         |
| Minister van Sport                         | Jean-François Mattei  | Jean- François Mattei (1943)  |                                                | 6 mei 2002   | 31 maart 2004    | DL         |
|                                            | François Fillon       | François Fillon (1954)        | Minister van Arbeid en Werkgelegenheid         | 6 mei 2002   | 31 mei 2005      | PRP        |
| Minister van Sociale Zaken                 | François Fillon       | François Fillon (1954)        |                                                | 6 mei 2002   | 31 mei 2005      | PRP        |
|                                            | Luc Ferry             | Luc Ferry (1951)              | Minister van Onderwijs                         | 6 mei 2002   | 31 maart 2004    | DVD        |
| Minister van Hoger Onderwijs en Wetenschap | Luc Ferry             | Luc Ferry (1951)              |                                                | 6 mei 2002   | 31 maart 2004    | DVD        |
|                                            | Gilles de Robien      | Gilles de Robien (1941)       | Minister van Transport                         | 6 mei 2002   | 31 mei 2005      | UDF        |
| Minister van Huisvesting                   | Gilles de Robien      | Gilles de Robien (1941)       |                                                | 6 mei 2002   | 31 mei 2005      | UDF        |
| Minister van Maritime Zaken                | Gilles de Robien      | Gilles de Robien (1941)       |                                                | 6 mei 2002   | 31 mei 2005      | UDF        |
| Minister voor Toerisme                     | Gilles de Robien      | Gilles de Robien (1941)       |                                                | 6 mei 2002   | 31 mei 2005      | UDF        |
|                                            | Jean-Paul Delevoye    | Jean-Paul Delevoye (1947)     | Minister van Ruimtelijke Ordening              | 6 mei 2002   | 31 maart 2004    | PRP        |
| Minister van Publieke Diensten             | Jean-Paul Delevoye    | Jean-Paul Delevoye (1947)     |                                                | 6 mei 2002   | 31 maart 2004    | PRP        |
| Minister voor Bestuurlijke Vernieuwing     | Jean-Paul Delevoye    | Jean-Paul Delevoye (1947)     |                                                | 6 mei 2002   | 31 maart 2004    | PRP        |
|                                            | Hervé Gaymard         | Hervé Gaymard (1960)          | Minister van Landbouw en Visserij              | 6 mei 2002   | 30 november 2004 | PRP        |
|                                            | Roselyne Bachelot     | Roselyne Bachelot (1946)      | Minister van Ecologie en Duurzame Ontwikkeling | 6 mei 2002   | 31 maart 2004    | PRP        |
|                                            | Brigitte Girardin     | Brigitte Girardin (1953)      | Minister van Overzeese Gebiedsdelen            | 6 mei 2002   | 31 mei 2005      | PRP        |
|                                            | Jean-Jacques Aillagon | Jean- Jacques Aillagon (1946) | Minister van Cultuur en Communicatie           | 6 mei 2002   | 31 maart 2004    | PRP        |
|                                            | Jean-François Lamour  | Jean- François Lamour (1956)  | Minister van Jeugd                             | 6 mei 2002   | 16 mei 2007      | PRP        |

| Viceministers               | Viceministers              | Viceministers                     | Portefeuille(s)         | Leidinggevend Minister                     | Ambtstermijn | Ambtstermijn  | Partij(en) |
| --------------------------- | -------------------------- | --------------------------------- | ----------------------- | ------------------------------------------ | ------------ | ------------- | ---------- |
|                             | Alain Lambert              | Alain Lambert (1946)              | Begrotingszaken         | Minister van Financiën                     | 6 mei 2002   | 31 maart 2004 | UDF        |
|                             | Patrick Devedjian          | Patrick Devedjian (1944–2020)     | Binnenlandse Veiligheid | Minister van Binnenlandse Zaken            | 6 mei 2002   | 31 maart 2004 | PRP        |
|                             | Renaud Donnedieu de Vabres | Renaud Donnedieu de Vabres (1954) | Europese Zaken          | Minister van Buitenlandse Zaken            | 6 mei 2002   | 16 juni 2002  | UDF        |
| Internationale Samenwerking | Renaud Donnedieu de Vabres | Renaud Donnedieu de Vabres (1954) |                         | Minister van Buitenlandse Zaken            | 6 mei 2002   | 16 juni 2002  | UDF        |
| Francophonie                | Renaud Donnedieu de Vabres | Renaud Donnedieu de Vabres (1954) |                         | Minister van Buitenlandse Zaken            | 6 mei 2002   | 16 juni 2002  | UDF        |
|                             | Xavier Darcos              | Xavier Darcos (1947)              | Basisonderwijs          | Minister van Onderwijs                     | 6 mei 2002   | 31 maart 2004 | PRP        |
|                             | François Loos              | François Loos (1953)              | Hoger Onderwijs         | Minister van Hoger Onderwijs en Wetenschap | 6 mei 2002   | 16 juni 2002  | PRV        |
|                             | Jean-Louis Borloo          | Jean-Louis Borloo (1951)          | Stedelijke Ontwikkeling | Minister van Arbeid en Werkgelegenheid     | 6 mei 2002   | 31 maart 2004 | PRV        |
| Minister van Sociale Zaken  | Jean-Louis Borloo          | Jean-Louis Borloo (1951)          | Stedelijke Ontwikkeling |                                            | 6 mei 2002   | 31 maart 2004 | PRV        |